# Andantino a tempo
『Andantino a tempo』（アンダンティーノ・ア・テンポ）は、岡村孝子の企画アルバム。1987年2月4日発売。発売元はファンハウス（現・ソニー・ミュージックレーベルズ）。

## 解説
- 1986年11月29日に発売された『Andantino』という、"あみん" 時代の曲を岡村がソロで歌いなおしたLP・カセットテープのみの企画盤を翌1987年2月4日、新たに3曲が追加されて初CD化したものが本作品であり、それに合わせタイトルも変更された。
- 同日に5枚目のシングル『夢をあきらめないで』も発売されている。この曲は、岡村のソロ活動を語る上で欠かすことの出来ない作品であり、今なおさまざまな形で支持され続けている（詳細は「夢をあきらめないで」参照）。
- カップリング曲の「そよ風の季節」ともども、追加された3曲の中の1曲。
- 追加された残りのタイトル「ひとりぼっちの心を抱きしめて」は、3枚目のシングル『はぐれそうな天使』（1986年3月20日）のカップリング曲として発表されている[1]。

## 収録曲
全作詞・作曲: 岡村孝子（except #8 作詞: 中庭とし江・補作詞: 岡村孝子）
編曲: 田代修二 #3・4・6・7・8・9 、萩田光雄・田代修二 #1・2・5
1. 未知標（4:32） 
  - あみんのデビュー・シングル「待つわ」のB面曲。
2. あの日の風景（4:13） 
  - あみんの4thシングル「おやすみ」のB面曲。
3. Lover My Love（5:30）
  - あみんの3rdシングル「心こめて 愛をこめて」のB面曲。
4. ごめんね（3:43）
  - あみんの2ndシングル「琥珀色の想い出」のB面曲。
5. 潮の香りの中で（5:03）
  - あみんのデビュー・アルバム「P.S. あなたへ…」収録曲。
6. あなたへ…（4:24） 
  - あみんのデビュー・アルバム「P.S. あなたへ…」収録曲。
7. そよ風の季節（4:30） 
  - 5thシングル「夢をあきらめないで」のB面曲。
  - 沢口靖子提供楽曲のセルフカヴァー。
8. ひとりぼっちの心を抱きしめて （Remix version）（4:33） 
  - 3rdシングル「はぐれそうな天使」のB面曲。
  - シングルとして発表されたヴァージョンとは、キーボードが大幅に異なる。
9. 夢をあきらめないで（4:42） 
  - 5thシングル。

## 関連作品
- 未知標　
  - After Tone
  - Ballade
  - In the prime[2]
- 潮の香りの中で
  - P.S. あなたへ…
  - 夢をあきらめないで（アルバム）
- あなたへ…
  - Ballade
- 夢をあきらめないで
  - liberté
  - After Tone
  - HISTOIRE
  - 夢をあきらめないで（アルバム）
  - 岡村孝子ベスト SUPER BEST 2000
  - DO MY BEST
  - TOY BOX